# Langell Valley
Langell Valley (korábban Langell’s Valley) az Amerikai Egyesült Államok északnyugati részén, Oregon állam Klamath megyéjében, a Langell Valley Road mentén elhelyezkedő önkormányzat nélküli település.
Névadója Arthur Langell telepes. A posta 1871. december 11-e és 1930. március 15-e között működött.

## Fordítás
- Ez a szócikk részben vagy egészben  a   Langell Valley, Oregon című angol Wikipédia-szócikk ezen változatának fordításán alapul.  Az eredeti cikk szerkesztőit annak laptörténete sorolja fel. Ez a jelzés csupán a megfogalmazás eredetét és a szerzői jogokat jelzi, nem szolgál a cikkben szereplő információk forrásmegjelöléseként.